# Marco Romizi
Marco Augusto Romizi (Arezzo, 13 februari 1990) is een Italiaans voetballer die doorgaans speelt als middenvelder. In augustus 2024 verruilde hij Vigor Senigallia voor Fermana.

## Clubcarrière
Romizi begon zijn carrière in de jeugdopleiding bij Fiorentina, maar in juli 2009 werd de helft van zijn transferrechter verkocht aan Reggiana. Iets minder dan een jaar later besloot Fiorentina echter de rechten terug te kopen en hem nog een seizoen te verhuren. In 2011 keerde hij terug, maar na een jaar geen speeltijd te hebben gekregen vertrok de middenvelder alweer in 2012; dit keer was Bari de nieuwe bestemming van Romizi. Met Bari speelde de Italiaan vijfenhalf jaar in de Serie B, waarna hij overstapte naar Vicenza. Na één seizoen verliet hij die club weer. Hierop werd AlbinoLeffe zijn nieuwe werkgever. Via Picerno en Bisceglie kwam Romizi in september 2021 terecht bij Cavese. Een jaar later werd Trapani zijn nieuwe club. Romizi tekende in september 2023 voor Luparense. Na een half seizoen verkaste hij naar Vigor Senigallia. Hier maakte hij het seizoen af, voor hij naar Fermana verkaste.

## Clubstatistieken
| Seizoen | Club             | Competitie | Competitie | Competitie | Beker | Beker | Internationaal | Internationaal | Totaal | Totaal |
| Seizoen | Club             | Competitie | Wed.       | Dlp.       | Wed.  | Dlp.  | Wed.           | Dlp.           | Wed.   | Dlp.   |
| ------- | ---------------- | ---------- | ---------- | ---------- | ----- | ----- | -------------- | -------------- | ------ | ------ |
| 2009/10 | Reggiana         | Serie C    | 20         | 0          | 0     | 0     | —              | —              | 20     | 0      |
| 2010/11 | Reggiana         | Serie C    | 24         | 1          | 2     | 0     | —              | —              | 26     | 1      |
| 2011/12 | Fiorentina       | Serie A    | 0          | 0          | 0     | 0     | —              | —              | 0      | 0      |
| 2011/12 | Bari             | Serie B    | 9          | 0          | 0     | 0     | —              | —              | 9      | 0      |
| 2012/13 | Bari             | Serie B    | 28         | 1          | 1     | 0     | —              | —              | 29     | 1      |
| 2013/14 | Bari             | Serie B    | 29         | 2          | 1     | 0     | —              | —              | 30     | 2      |
| 2014/15 | Bari             | Serie B    | 33         | 1          | 2     | 0     | —              | —              | 35     | 1      |
| 2015/16 | Bari             | Serie B    | 25         | 0          | 1     | 0     | —              | —              | 26     | 0      |
| 2016/17 | Bari             | Serie B    | 23         | 0          | 2     | 0     | —              | —              | 25     | 0      |
| 2017/18 | Vicenza          | Serie C    | 31         | 1          | 1     | 0     | —              | —              | 32     | 1      |
| 2018/19 | AlbinoLeffe      | Serie C    | 32         | 1          | 0     | 0     | —              | —              | 32     | 1      |
| 2019/20 | Picerno          | Serie C    | 6          | 0          | 0     | 0     | —              | —              | 6      | 0      |
| 2020/21 | Bisceglie        | Serie C    | 22         | 0          | 0     | 0     | —              | —              | 22     | 0      |
| 2021/22 | Cavese           | Serie D    | 31         | 1          | 4     | 0     | —              | —              | 35     | 1      |
| 2022/23 | Trapani          | Serie D    | 15         | 0          | 4     | 0     | —              | —              | 19     | 0      |
| 2023/24 | Luparense        | Serie D    | 14         | 0          | 1     | 0     | —              | —              | 15     | 0      |
| 2023/24 | Vigor Senigallia | Serie D    | 15         | 0          | 0     | 0     | —              | —              | 15     | 0      |
| 2024/25 | Fermana          | Serie D    | 0          | 0          | 0     | 0     | —              | —              | 0      | 0      |
| Totaal  | Totaal           | Totaal     | 357        | 8          | 19    | 0     | 0              | 0              | 376    | 8      |

Bijgewerkt op 23 augustus 2024.

## Interlandcarrière
Romizi vertegenwoordigde Italië tijdens het WK –20 van 2009 in Egypte. Zijn debuut voor Italië –21 maakte de middenvelder op 17 november 2010, tijdens een vriendschappelijk duel tegen de leeftijdsgenoten uit Turkije.